# Tracking and Data Relay Satellite System

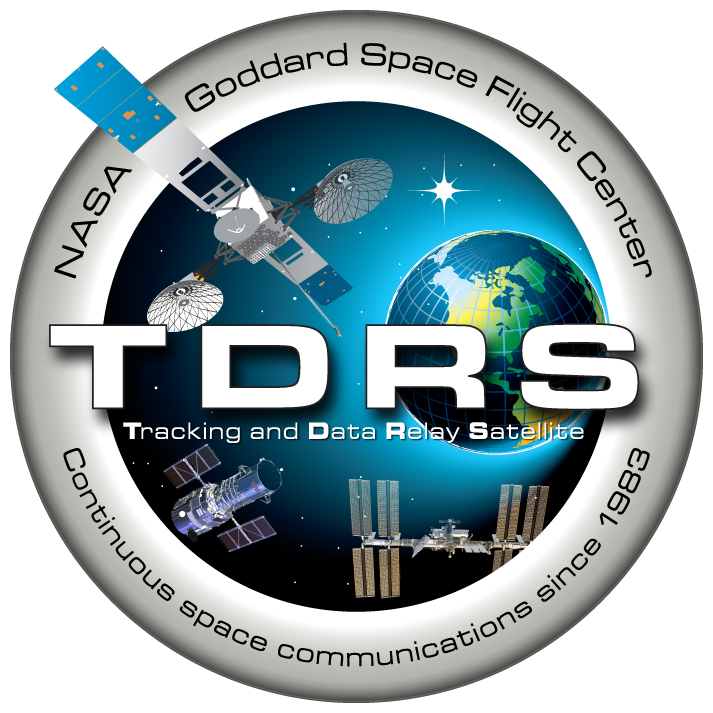
Logo do Programa TDRS

O Tracking and Data Relay Satellite System (TDRSS) é uma rede de satélites de comunicações estadunidenses (cada um chamado de Tracking and Data Relay Satellite (TDRS) e estações terrestres utilizadas pela NASA para comunicações espaciais. O sistema foi projetado para substituir uma rede existente de estações terrestres que haviam apoiado todas as missões de voo tripulado da NASA. O objetivo principal era para aumentar o tempo que as sondas permanecem em comunicação com a Terra e melhorar a quantidade de dados que podem ser transferidos. Muitos Tracking and Data Relay Satellites foram lançados nas décadas de 1980 e 1990 com o ônibus espacial e fez uso do Inertial Upper Stage, um de dois estágios de foguete de combustível sólido desenvolvido para o transporte. Outros TDRS foram lançados pelos foguetes Atlas IIA e Atlas V.
A geração mais recente de satélites fornece taxas de recepção de terra de 300 Mbit/s nas bandas Ku e Ka e 800 Mbit/s na banda S.